# Феррейра (Гранада)
Феррейра (ісп. Ferreira) — муніципалітет в Іспанії, у складі автономної спільноти Андалусія, у провінції Гранада. Населення — 338 осіб (2010).
Муніципалітет розташований на відстані близько 370 км на південь від Мадрида, 49 км на схід від Гранади.

## Демографія
Динаміка населення (INE ):

## Галерея зображень

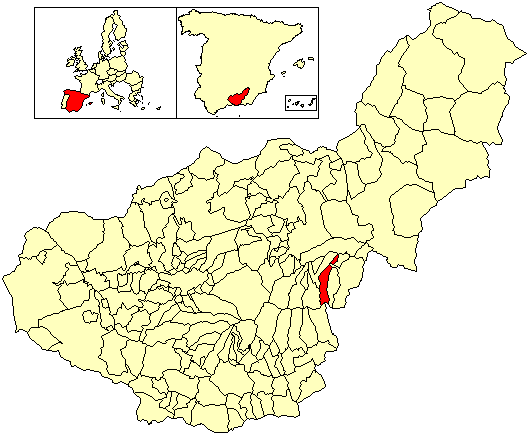
Розташування муніципалітету у провінції Гранада